# Glenea sulphuroides
Glenea sulphuroides är en skalbaggsart som beskrevs av Stefan von Breuning 1982. Glenea sulphuroides ingår i släktet Glenea och familjen långhorningar. Inga underarter finns listade i Catalogue of Life.